# 교향곡 7번 (하이든)
《교향곡 7번 다장조 Hob.l:7 '정오'》은 요제프 하이든의 교향곡이다. 교향곡 6번 '아침', 교향곡 8번 '밤'의 3부작 中 2번째 곡이다. 합주협주곡적 성격을 나타내고 있으나, 전작으로부터 바로크풍으로 완성되어 있는 것과는 다르다. 3부작 중에서 악기편성도 최대 규모이며 제2악장에 특이한 구성이 보인다.

## 연주시간
- 악 24분

## 편성
플루트2, 오보에2, 바순, 호른2, 독주 바이올린, 독주 첼로, 독주 더블베이스, 하프시코드(임의사용), 현5부

## 구성

### 제1악장 Adagio-Allegro
강걍의 대미나 점리듬 음형 등 바로크 색채가 강한 서주로 시작하고 약동적인 성격이 강한 제1주제는 바순이 포함된 현악 합주로 제시된다. 독주악기군이 중심이 된 경과부를 지나 독주 첼로가 제2주제를 연주하고 투티로 제시부를 맺는다. 발전부와 재현부에서도 콘체르티노와 투티는 교대로 반복되는데, 바로크와 초기 고전파의 접점에서 볼 수 있는 흥미로운 음악이 전개된다.

### 제2악장 Recitativo,Adagio-Allegro-Adagio-Allegro-Adagio
오페라의 반주가 있는 레치타티보를 생각나게 하는 독주 바이올린 중심의 자유로운 구성으로 3악장의 레치타티보로 볼 수 있다. 우아하고 아름다운 제1주제로 시작되는 느린 부분에서는 독주 바이올린, 독주 첼로 및 두 대의 플루트가 중심이 되고 곡 끝에는 기교적인 카덴타가 현악2중주로 나타난다.

### 제3악장 Menuet
약동적인 주제가 중심이 되는 미뉴에트에 독주 더블베이스에 의한 부드러운 트리오가 대비된다.

### 제4악장 Finale,Allegro
2대의 독주 바이올린으로 제시되는 제1주제를 중심으로 콘테르티노와 투티의 대비를 살리면서, 동기적인 전개와 간결하면서 충실한 피날레가 형성된다.

## 참고 문헌
- 《작곡가별 명곡해설 라이브러리》 14권 '하이든' 〈음악지우사〉 (音樂世界)